# Donax variabilis
A Donax variabilis a kagylók (Bivalvia) osztályának Cardiida rendjébe, ezen belül az ugrókagylók (Donacidae) családjába tartozó faj.

## Előfordulása
A Donax variabilis előfordulási területe az Amerikai Egyesült Államok keleti partvidékén van. Észak-Karolinától kezdve, délnyugat felé egészen Florida Keys-ig, vagyis a Mexikói-öbölig található meg. Északabbra a rokon Donax fossor helyettesíti, bár egyes területeken mindkettő megtalálható.
A hajók ballasztvizével eljutott a világ más tájaira is, mint például az Egyesült Királyság tengerpartjára.

## Megjelenése
Átlag héjmérete 15-19 milliméter. Az eddigi feljegyzett legnagyobb példány héjmérete 25 milliméter volt. A kis méretű héjának a színezete és a színek árnyalata igen változatos; a fehértől a sárgán, a rózsaszínen, a narancssárgán, a vörösön, a lilán és a barnán keresztül, egészen a kékesig változik. Ezenkívül példánytól függően jelen vannak vagy éppen hiányzanak a sötét sávozások.

## Életmódja
Tengeri kagylófaj, mely az árapálytérség alatt él. A 11 méter mélyen levő homokos tengerfenéket kedveli.

## Felhasználása
Ehető puhatestűként a Donax variabilist begyűjtik. Az állatból leveseket, a héjából pedig dísztárgyakat készítenek.

## Képek

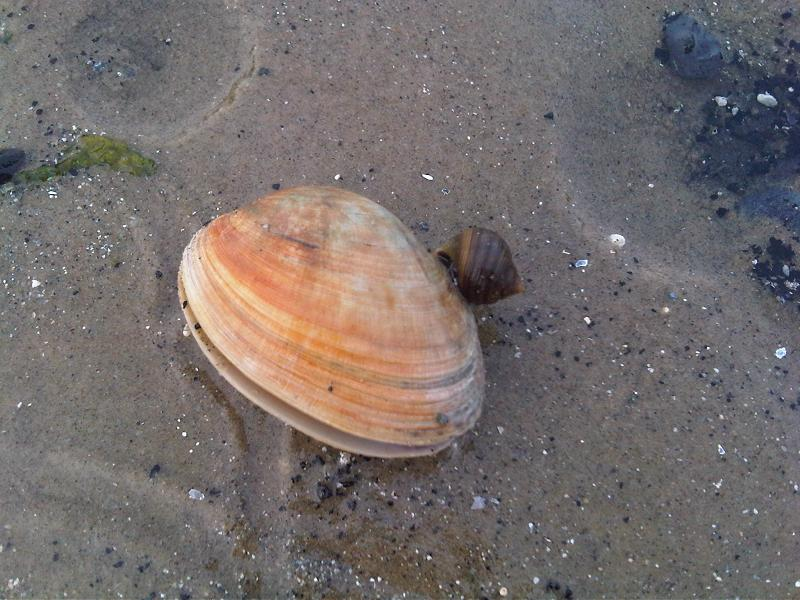
Csukva...
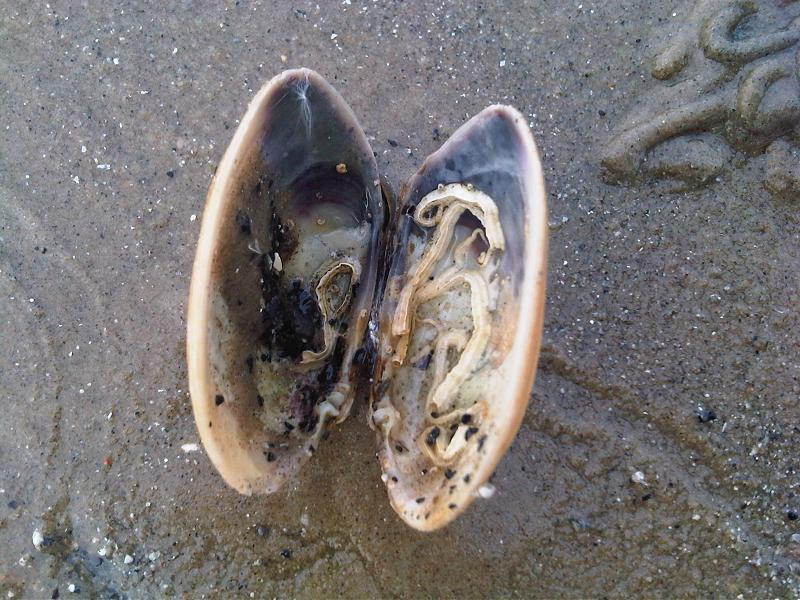
...és nyitva

### Fordítás
- Ez a szócikk részben vagy egészben  a   Donax variabilis című angol Wikipédia-szócikk ezen változatának fordításán alapul.  Az eredeti cikk szerkesztőit annak laptörténete sorolja fel. Ez a jelzés csupán a megfogalmazás eredetét és a szerzői jogokat jelzi, nem szolgál a cikkben szereplő információk forrásmegjelöléseként.